# Ведмедівське газоконденсатне родовище
Ведмедівське газоконденсатне родовище — належить до Машівсько-Шебелинського газоносного району Східного нафтогазоносного регіону України.

## Опис
Розташоване в Харківській області на відстані 30 км від смт Нова Водолага.
Знаходиться в сх. частині приосьової зони Дніпровсько-Донецької западини в межах Хрестищенсько-Єфремівського валу.
Структура виявлена в 1966 р. У відкладах мезозою це антиклінальна структура, утворена Ведмедівським соляном штоком, а у палеозої — брахіантиклінальна складка субширотного простягання, склепіння якої частково зруйноване соляним діапіром з передтріасовим рівнем підняття. Західна периклінальна частина палеозойської складки має розміри по ізогіпсі — 4000 м 5,5х4,5 м, амплітуда близько 650 м. У 1966 р. з відкладів пермі з інт. 2982-3000 м отримано фонтан газу дебітом 207 тис. м³/добу через діафрагму діаметром 8 мм.
Поклади масивно-пластові, склепінчасті, тектонічно екрановані та літологічно обмежені. Колектори — пісковики. Режим покладів газовий. Запаси початкові видобувні категорій А+В+С1: газу — 49078 млн. м³; конденсату — 1774 тис. т.